# Alma feminina
Alma feminina est le bulletin officiel du Conselho Nacional das Mulheres Portuguesas (Conseil national des femmes portugaises), de janvier 1917 à 1946.

## Historique
Le Conseil national des femmes portugaises est créé en 1914. Son bulletin, d'abord simplement intitulé Bulletin du Conseil national des femmes portugaises, prend le nom de Alma feminina (L'âme féminine) en 1917. En 1946, il est renommé A Mulher (La Femme), peu avant que le Conseil ne soit dissous par le gouvernement de droite d'Estado Novo en 1947.
La publication du bulletin est le principal outil d'information et d'action du Conseil national des femmes portugaises. Sous ses différents noms, il est publié pendant trente-deux ans, entre novembre 1914 et mai 1947, soit 157 numéros. Il est distribué gratuitement, par courrier, aux membres et, pendant un certain temps, vendu dans certains magasins de Lisbonne. Il a pour objectif de faire connaître les activités et les initiatives de l'association ainsi que d'informer les lecteurs et lectrices sur la situation des femmes et l'état du féminisme dans d'autres pays. En 1920, dans le cadre d'une campagne de recrutement pour le Conseil, des exemplaires du bulletin sont envoyés à des non-membres considérées comme des sympathisantes potentielles. Si les bénéficiaires ne rendaient pas les exemplaires, elles étaient considérés d'office comme de nouveaux membres. Des numéros gratuits sont également envoyés en 1929 et 1930, accompagnés d'un formulaire d'adhésion, avec un succès limité,.
La première rédactrice en cheffe et directrice générale, Maria Clara Correia Alves (pt), précise que l'objectif principal du bulletin est « que la femme portugaise puisse sortir de l'indifférence apathique dans laquelle elle est restée pendant des siècles et qui a tant contribué à étouffer ses aspirations les plus justes et à retarder son émancipation ». En 1921, les membres de l'association le considèrent comme « la seule voix des femmes portugaises car c'est la seule revue qui défend la cause féministe ». Bien qu'il s'agisse d'une publication féministe, c'est le terme  « féminin » qui figure dans le titre plutôt que « féministe », ce dernier étant encore largement considéré comme péjoratif.
Le changement de titre ultérieur, en 1946, est considéré comme « mieux adapté à la nature de la publication et aux objectifs que nous proposons ».
En 1920, la responsabilité éditoriale est reprise par la fondatrice et présidente du Conseil, Adelaide Cabete, qui occupe ce poste de 1920 à août 1929. Lorsqu'elle part en Angola, Elina Guimarães prend le relais pendant un an, suivie de Noémia Neto Ferreira. De mai 1934 jusqu'à la fin de 1946, la directrice et éditrice est Sara Beirão.
La publication est irrégulière en raison des problèmes financiers de l'association, allant de mensuelle à semestrielle selon les périodes. En 1937, le bulletin n'est pas publié du tout, probablement de difficultés au sein du Conseil à la suite de la mort d'Adelaide Cabete et de l'absence de Sara Beirão pendant huit mois. Le Conseil connaît aussi des divisions politiques, certaines membres soutenant l'Estado Novo.
Plusieurs de ses articles sont consacrés à des féministes portugaises telles qu'Adelaide Cabete, Ana de Castro Osório et Elina Guimarães ainsi qu'à des féministes extérieures au Portugal, telles qu'Avril de Sainte-Croix, Jane Addams et Simone de Beauvoir. En plus d’être un moyen de promotion et de développement du discours féministe, Alma Feminina fournit également un support à l’écriture créative de femmes comme Sara Beirão, une écrivaine connue, Maria Lamas, poète et écrivaine qui organisa en 1947 une exposition de livres écrits par des femmes, qui rassembla trois mille livres de 1400 femmes auteurs de trente pays et l'écrivaine portugaise d'origine irlandaise, Maria O'Neill (en) .. . Deux numéros du bulletin comprennent une liste d'œuvres écrites par des femmes : Biblioteca Feminina (1923) et Biblioteca Feminista (1925),.